# Llanrhidian Higher
Llanrhidian Higher (en anglais) ou Llanrhidian Uchaf (en gallois) est une communauté de la cité et comté de Swansea, au pays de Galles.

## Géographie
Llanrhidian Higher est située à une quinzaine de kilomètres du centre-ville de Swansea, dans le nord de la péninsule de Gower. Elle comprend les villages et hameaux de Penclawdd (en), Crofty (cy), Llanmorlais (cy), Blue Anchor et Wernffrwd (en). Le village de Three Crosses en est détaché en 2012 pour former une communauté distincte.

## Démographie
Au recensement de 2011, la communauté de Llanrhidian Higher comptait 5 218 habitants.